# Lachnum pteridophyllum
Lachnum pteridophyllum är en svampart som först beskrevs av Rodway, och fick sitt nu gällande namn av Spooner 1987. Lachnum pteridophyllum ingår i släktet Lachnum och familjen Hyaloscyphaceae.   Inga underarter finns listade i Catalogue of Life.